# Oratoire Saint-Joseph du Mont-Royal
Cette  basilique n’est pas la seule basilique Saint-Joseph.
L'oratoire Saint-Joseph du Mont-Royal est une église de Montréal au Québec , bâtie sur le versant nord-ouest du mont Royal.
Cet établissement catholique est situé au 3800, chemin Queen-Mary (quartier Côte-des-Neiges de l'arrondissement Côte-des-Neiges–Notre-Dame-de-Grâce). L'élément secondaire du site est la basilique catholique. Structure unique, les dimensions de la basilique et de son dôme sont impressionnantes. Le dôme a 60 m de hauteur interne et 39 m de diamètre et sa croix, point culminant de Montréal, atteint 300 m au-dessus du niveau de la mer. Dans les jardins de l'oratoire, on peut suivre un chemin de croix grandeur nature, inauguré en 1951, peuplé de sculptures représentant la Passion du Christ.
Inauguré en 1904 à l'initiative du frère André, les travaux de l'ensemble du lieu se terminèrent en 1967. L'Oratoire a fêté en 2004 le 100e anniversaire de la chapelle initiale du frère André.
Le tout domine la ville de son imposante silhouette. Le dôme peut être vu de plusieurs endroits dans la ville et même de l'extérieur de l'île de Montréal. Il est le troisième plus grand oratoire au monde après ceux de la basilique Notre-Dame-de-la-Paix de Yamoussoukro et de la basilique Saint-Pierre de Rome.
C'est le lieu de pèlerinage le plus important dédié à saint Joseph à travers le monde. Il attire environ deux millions de visiteurs chaque année, provenant de toutes les parties du monde. C'est aussi la plus grande église du Canada.
L'oratoire a été reconnu comme un lieu historique national du Canada le 3 mai 2004. Il a été désigné sanctuaire national par la Conférence des évêques catholiques du Canada, comme seulement une poignée d'autres sites.

## Historique

### La chapelle du frère André

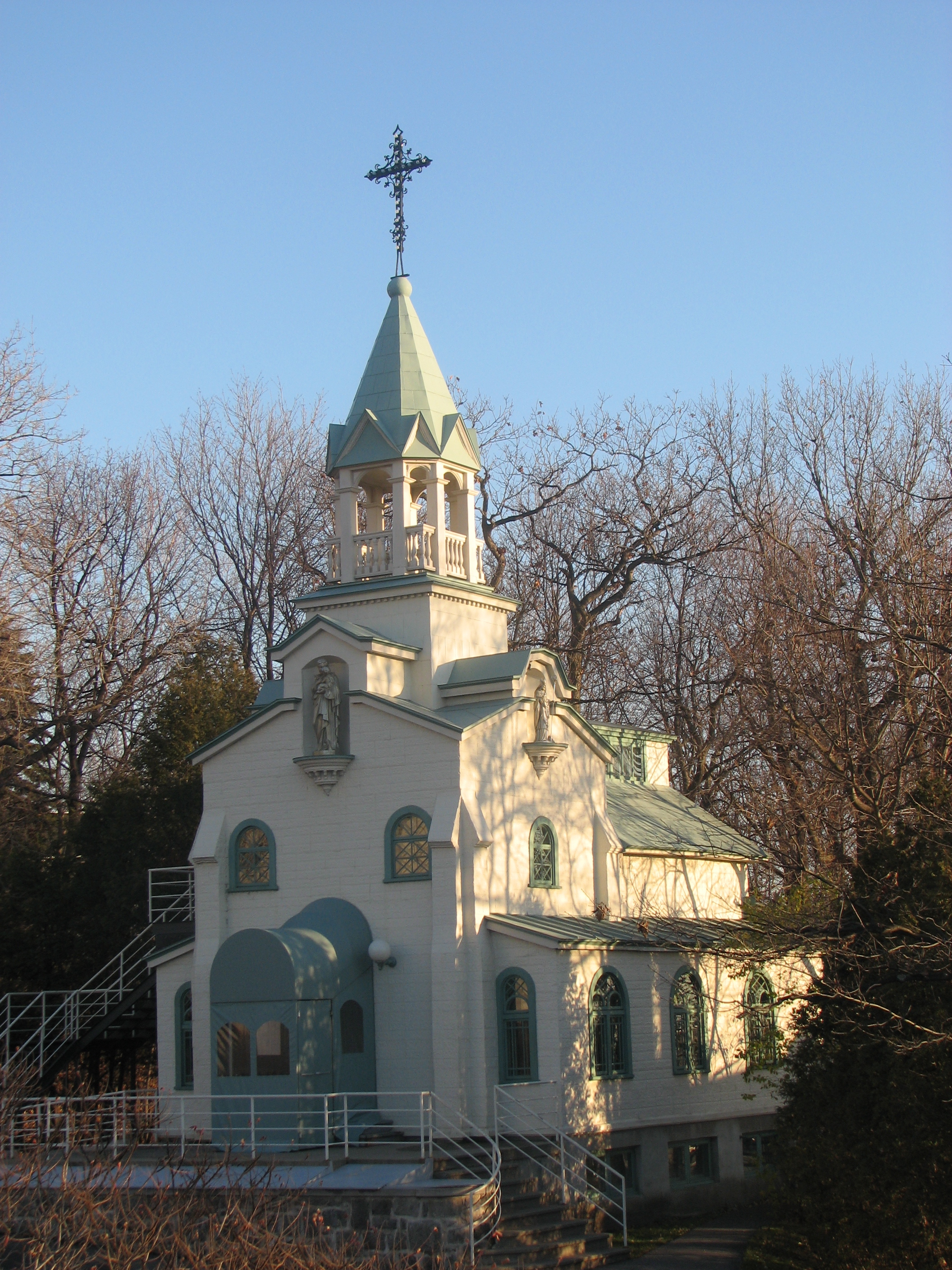
Chapelle dédiée au frère André.

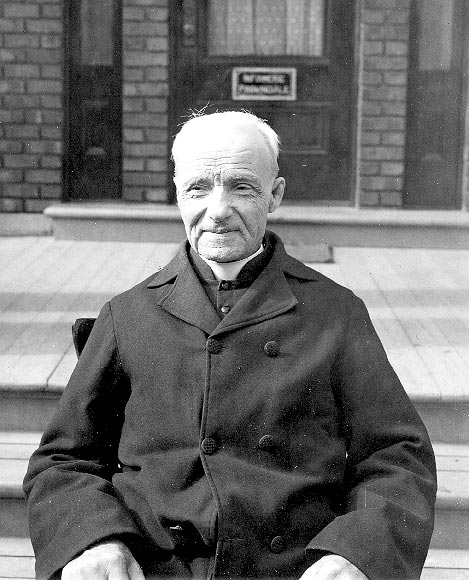
Frère André (André Bessette) en 1920.

Dès 1900, le frère André nourrit le projet d'ériger une chapelle (un oratoire) et de créer ainsi un petit sanctuaire dédié à saint Joseph sur le mont Royal, en face du collège Notre-Dame où il travaillait.
La popularité du frère André et l'affluence croissante des malades incitent la Congrégation de Sainte-Croix à autoriser la construction de la chapelle. La direction du collège et l'archevêque de Montréal, Paul Bruchési, précisent toutefois que les frais engagés seront à la charge des demandeurs.
Le frère André place une petite écuelle pour recueillir les dons des visiteurs. Bientôt, le terrain sur le mont Royal est acquis au montant de 10 000 $.
Grâce aux dons offerts spontanément, en argent ou en nature (par exemple des statues, des vases, des vêtements liturgiques, une cloche…), la construction débute.
Entre juillet et octobre 1904, le frère André fit construire une chapelle avec l'aide d'un autre frère et d'une poignée d'amis. Cette chapelle sera utilisée pour prier saint Joseph (père de Jésus). Modestement faite de bois et comprenant un espace très restreint de 4,5 m (15 pieds) sur 5,50 m (18 pieds), la chapelle ne pouvait contenir tous les fidèles. Celle-ci était en fait un oratoire qui ouvrait ses deux grandes portes en noyer permettant aux fidèles de prier à l'extérieur et ce, en période estivale seulement. L'inauguration et la bénédiction eurent lieu le 19 octobre 1904.
À cause de la renommée du frère André, la multiplication des guérisons et l'augmentation de l'affluence des fidèles, l'agrandissement devint une nécessité. On décide d'agrandir et de chauffer l'édifice en 1908.
La chapelle situé sur le flanc de la montagne gagne en popularité. On l'agrandit une seconde fois en 1910, la nef y est ajoutée ainsi que le clocher et la chambre du frère André située au-dessus de la chapelle (dans le jubé). Cette dernière est une modeste pièce comportant également un second lit servant au frère André à accueillir des pèlerins ou malades. À la suite de ce second agrandissement, le bâtiment obtint l'aspect qu'il a aujourd'hui.

### La crypte

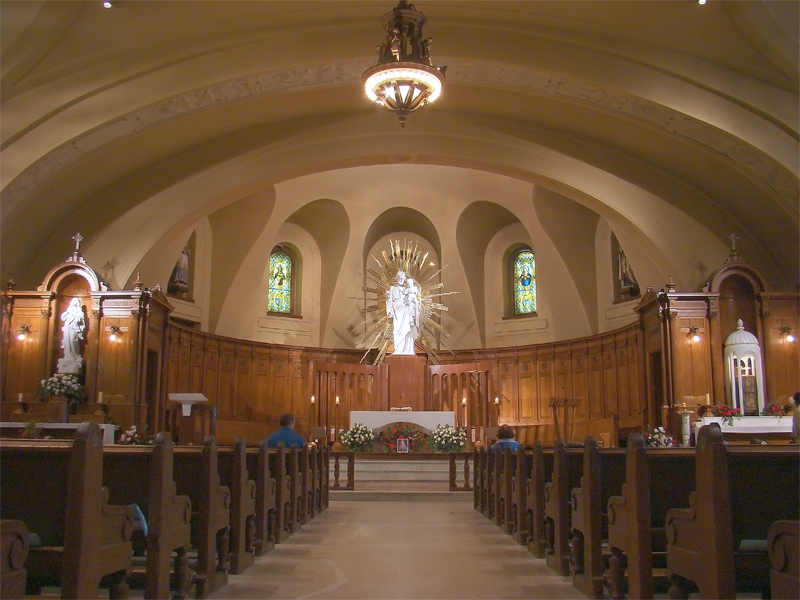
Vue d'ensemble de la crypte.

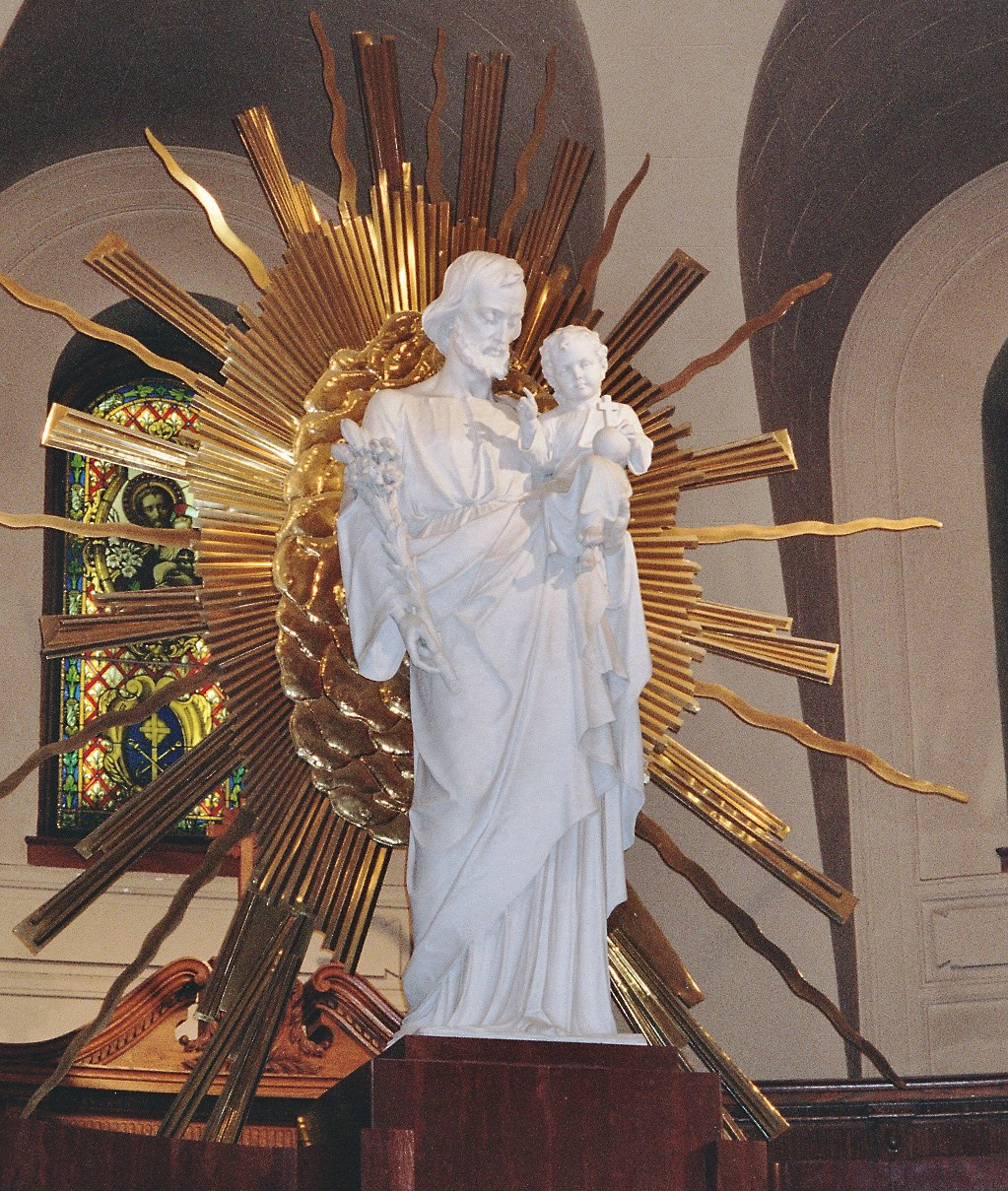
Saint Joseph dans la crypte.

L'Oratoire était trop petit pour les immenses foules qu'il accueillait pour rencontrer le frère André et prier saint Joseph. Il fut alors décidé en 1915 de construire une église. Les plans prévoyaient la construction d'une crypte couverte par une basilique. Les travaux débutèrent en 1916 selon les plans des deux architectes Dalbé Viau et Alphonse Venne.
L'inauguration ainsi que la bénédiction eurent lieu en 1917. Le nom crypte vient du fait que sa voûte repose sur des arcs surbaissées et de sa position au pied de la basilique. La crypte peut accueillir 1 000 personnes. Encore aujourd'hui, elle reçoit la visite des fidèles pour participer aux offices quotidiens.

### La basilique

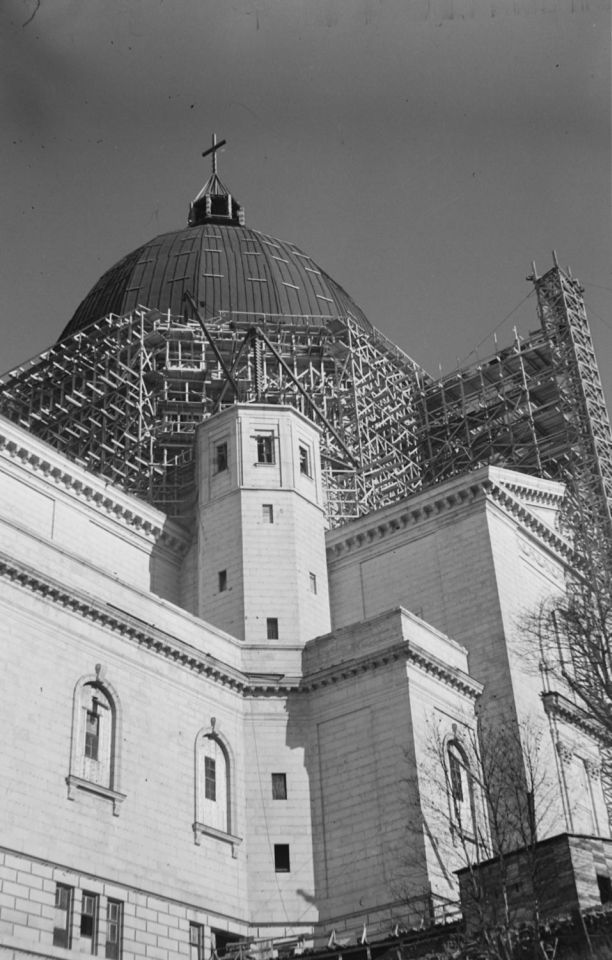
Travaux sur le dôme de l'oratoire en 1940.

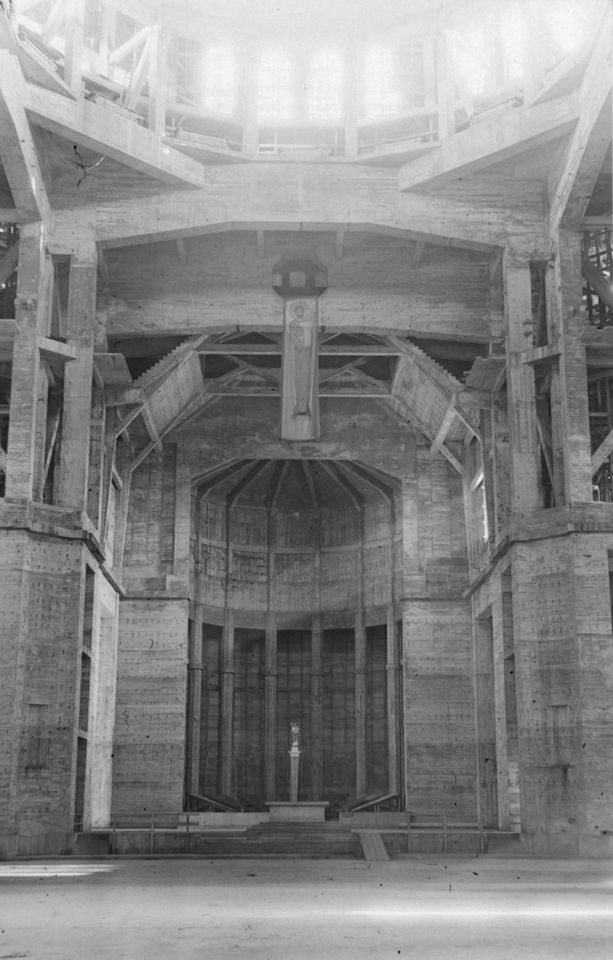
Intérieur en 1940.

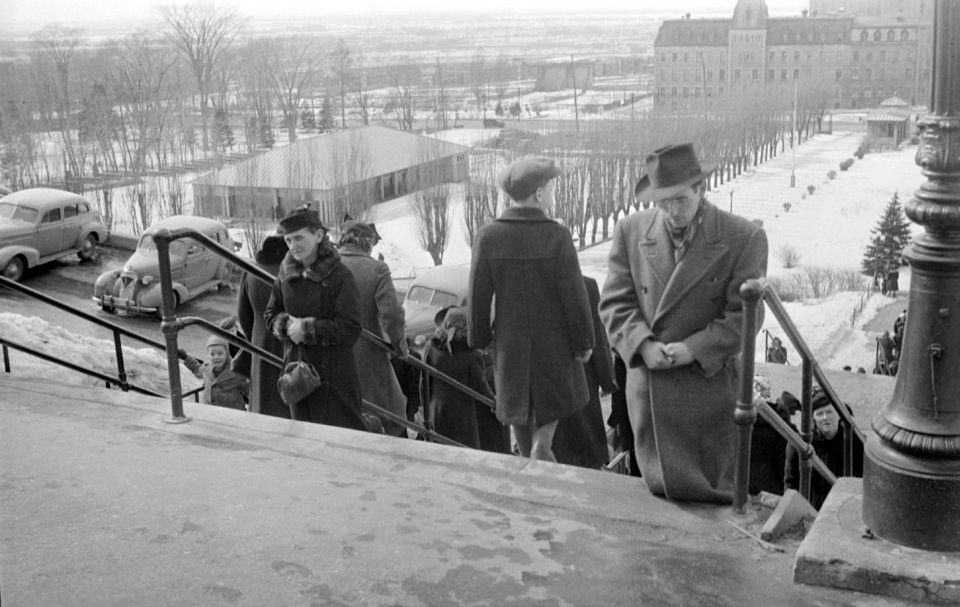
Pèlerins à genoux devant l'Oratoire en 1942.

La construction de la basilique commença en 1924. On fit alors appel aux architectes Dalbé Viau et Alphonse Venne. Le moine français Dom Paul Bellot dessina le dôme suivant le style de la renaissance italienne accompagné de quelques touches modernes.
La mort du frère André précède les travaux de finition extérieure, entrepris par les architectes montréalais Lucien Parent et Ernest Cormier en collaboration avec Dom Bellot, qui débutèrent en 1937.
Un dôme d'une hauteur extérieure de 97 m du sol, 39 m de diamètre à sa base, surmonté d'un lanterneau hexagonal, lui-même surmonté d'une croix de 6,1 m de hauteur, sera réalisé selon des plans de Dom Bellot et Lucien Parent (1937). La chapelle votive (1946-1949) selon des plans de Dom Bellot, Lucien Parent et Ernest Cormier. Les verrières de la basilique (1958-1961) seront réalisées par Marius Plamondon. Mise en place d'un orgue Rudolf von Beckerath, 78 jeux, cinq manuels et pédalier, (1960). Le chemin de la Croix extérieur est conçu en plâtre par Lucien Parent. Quarante-deux personnages répartis sur seize stations sculptés dans la pierre et le marbre par le sculpteur Ercolo Barbieri). La crypte-église réaménagée par l'artiste montréalais Jean-Charles Charuest (1966). La chapelle primitive (1904) sera ornée à l'extérieur d'un monument de bronze réalisé par Émile Brunet ; Musée de l'Oratoire (réserve de plus de 900 crèches acquises partout au monde et dont une partie est exposée chaque année à l'occasion de la fête de Noël).
Le béton des murs fut recouvert de granit argenté provenant de Saint-Samuel (maintenant dans la municipalité de Lac-Drolet, MRC du Granit), au  Québec (Canada). Quatre colonnes de 18 m (60 pieds), dans le style corinthien, se dressent sur la façade de la basilique. Le dôme a été couvert de cuivre.
Son maître-autel a été consacré en 1955 par le cardinal Paul-Émile Léger. Cette même année, l'oratoire Saint-Joseph du mont Royal a été institué par le pape Pie XII.
Les travaux de finition intérieure furent complétés en 1966 par l'architecte montréalais, Gérard Notebaert.
C'est en 1967 que la construction fut achevée, trente ans après la mort du frère André.

#### Quelques caractéristiques de la Basilique

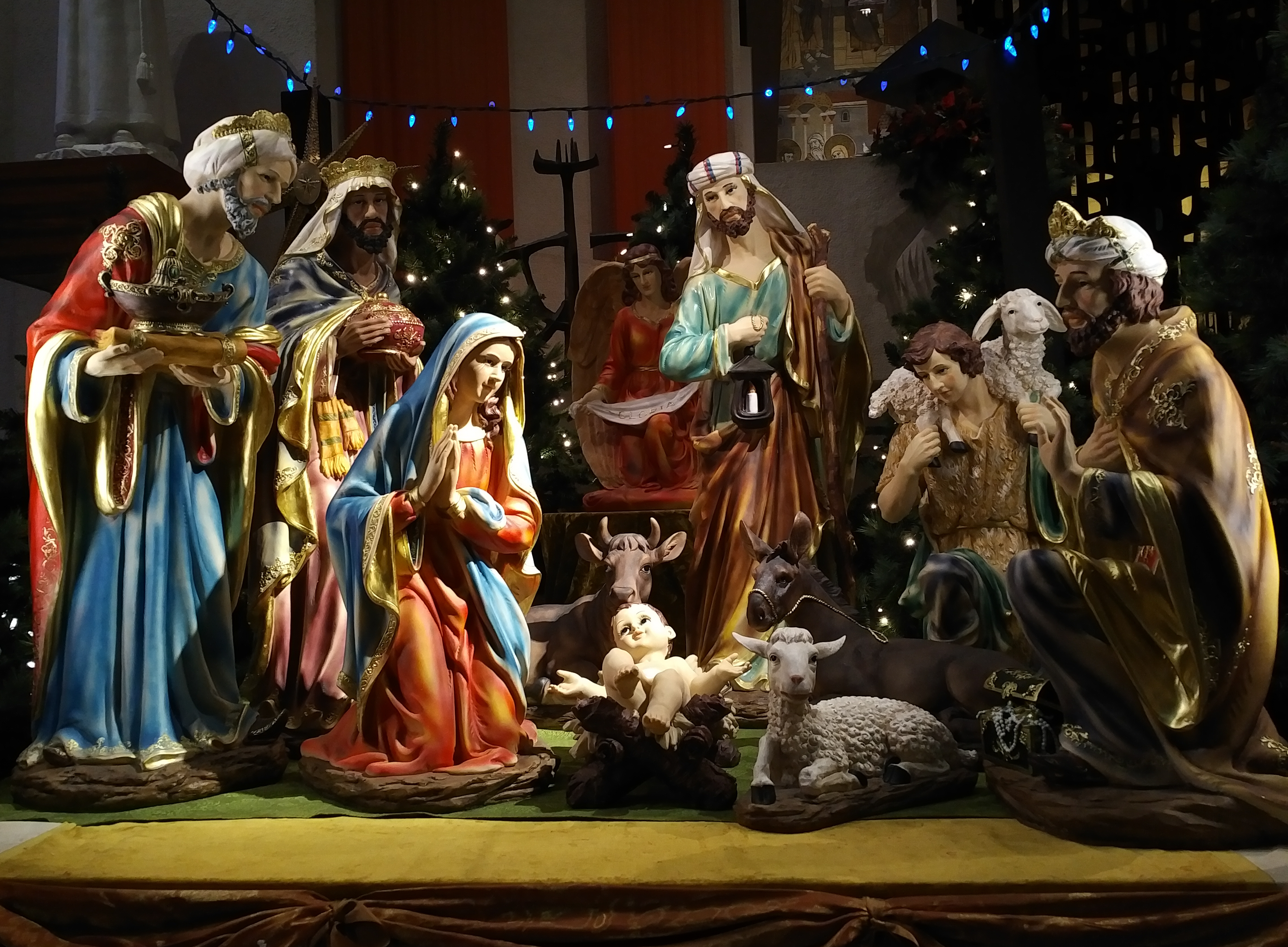
Crèche de Noël, 2018.

- La basilique se dresse à 155 m (509 pieds) au-dessus du chemin Queen-Mary et à 283 m (928 pieds) du niveau de la mer, ce qui en fait le point le plus élevé de Montréal, hors antenne. Le dôme, qui repose à la croisée du transept, est en fait une double structure comprenant un dôme extérieur (le deuxième par ses dimensions pour une basilique catholique après celle de Saint Pierre de Rome), recouvrant une coupole intérieure. De nombreux vitraux, sculptures et tableaux sont exposés dans cette basilique.
- On peut gravir jusqu'à 283 marches à l'oratoire Saint-Joseph du chemin Queen-Mary au portique de la basilique. 99 marches en bois sont réservées à la prière et servent aux pèlerins qui désirent monter à genoux.

### Tombeau du frère André
Le frère André est décédé le 6 janvier 1937 à l'âge de 91 ans. Son corps fut conservé dans un autre emplacement en attendant la fin de la construction de son dernier gîte.
Le tombeau final étant complété, son corps fut déposé à l'intérieur. Celui-ci est situé dans une petite chapelle funéraire en dehors de l'église. L'arche de briques a été dessinée par Dom Paul Bellot. Le Premier ministre du Québec de l'époque, Maurice Duplessis, qui fut un ami du frère André, offrit le marbre noir de la sépulture.
Le 11 septembre 1963, le tombeau fut ouvert par le Tribunal ecclésiastique chargé de la béatification pour s'assurer de l'intégrité du corps qui était alors en état de momification et intact. La béatification fut finalement effectuée le 23 mai 1982 par le pape Jean-Paul II depuis la basilique Saint-Pierre à Rome.
Des centaines de milliers de personnes le visitent chaque année. La fresque (d'Henri Charlier), sur le mur derrière le tombeau, illustre la dévotion de frère André à la Passion du Christ. On peut y lire l'inscription : « Pauvre, obéissant, humble serviteur de Dieu ». Un buste du frère André est exposé sur le mur opposé. Sous ce buste, se trouvent des registres contenant des millions de signatures en faveur de la canonisation du frère André.

### Le cœur du frère André
Au Moyen Âge, en France et en Italie, la coutume voulait que le cœur des personnes célèbres soit gardé en signe d'admiration et de reconnaissance. C'est ainsi que ceux des rois de France furent conservés. Georges Gauthier, archevêque de Montréal, demanda que le cœur du frère André soit ainsi conservé après sa mort.
Le cœur du frère André était exposé au grand public, attirant les foules pour des moments de recueillement. Il fut volé dans la nuit du 15 au 16 mars 1973. Grâce à des informations divulguées au service de police, le cœur est retrouvé presque deux ans plus tard. Le 21 décembre 1974 les policiers entrent dans une maison au sud de Montréal et retrouvent le cœur intact du frère André au sous-sol, soigneusement enveloppé.
Le cœur du frère André est de nouveau exposé au grand public, dans la salle d’exposition dédiée à sa vie et son œuvre. Les autorités religieuses ont veillé à ce que le cœur soit bien protégé derrière une grille en fer forgé.

### Le Chemin de la Croix
Dans les jardins de l'Oratoire, on peut suivre un chemin de croix grandeur nature peuplé de sculptures représentant la Passion du Christ. C'est l'œuvre originale de l'artiste Louis Parent. Le sculpteur québécois y consacra 10 ans de sa vie (1943-1953). Elles ont été sculptées dans la pierre naturelle de l’Indiana (États-Unis) et le sculpteur Ercolo Barbieri sculpta le marbre de Carrare (Italie) entre 1952 et 1958. L’architecte paysagiste Frederick Gage Todd dessina les jardins de l'Oratoire.
Le cardinal Paul-Émile Léger, inaugura le Chemin de la Croix le 29 juillet 1951. Le rêve du frère André devenait une réalité : offrir aux pèlerins un lieu privilégié pour la prière et la méditation.
Pour l'intérieur de la basilique, un autre chemin de croix grandeur nature est réalisé par Roger de Villiers et ses successeurs de 1955 à 1960, et installé autour de la nef en 1960.

### La chapelle votive

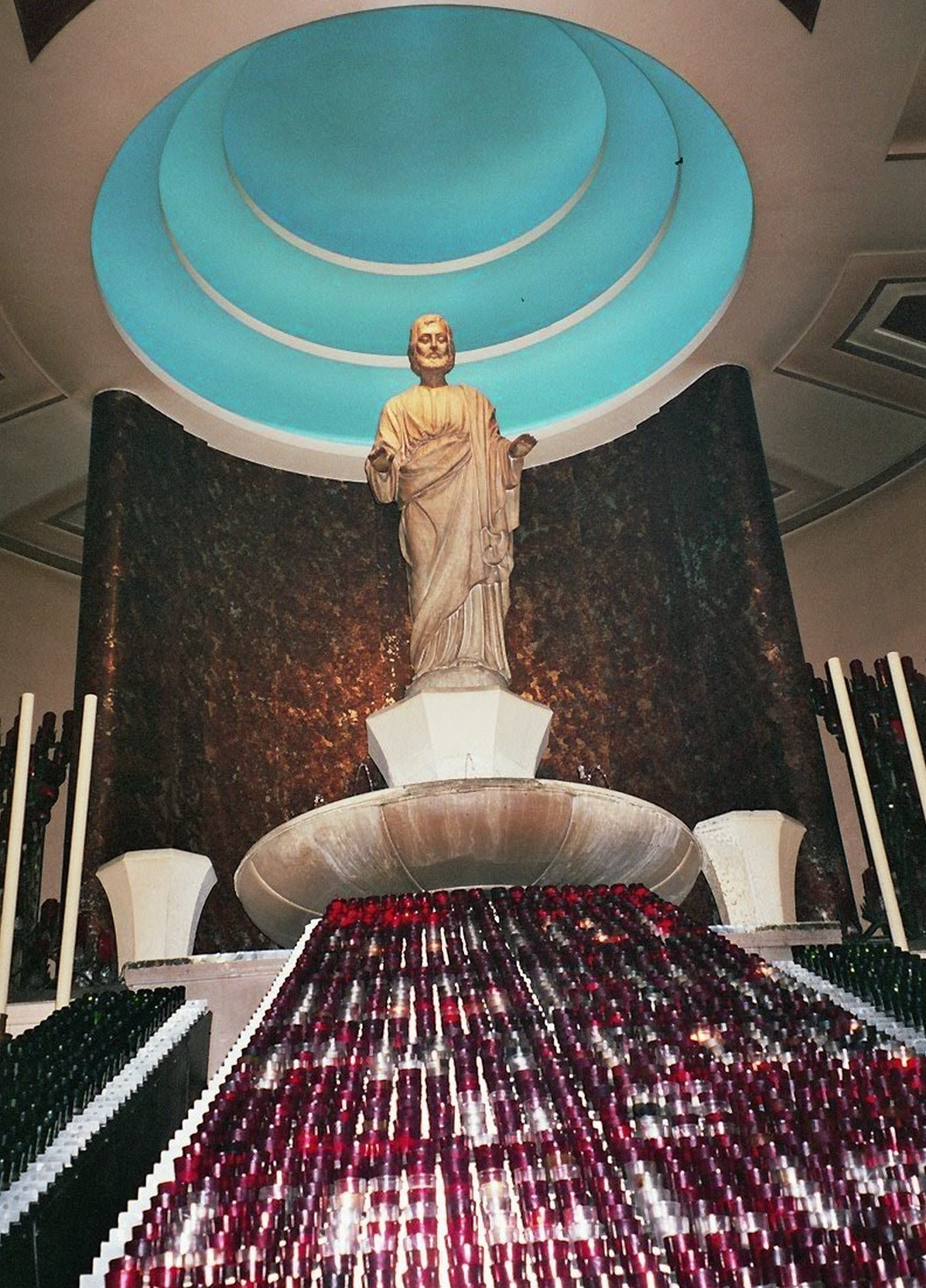
Saint Joseph dans la chapelle votive.

De nombreux malades laissaient leurs béquilles, cannes, corsets et prothèses à la crypte à la suite de leur supposée guérison et faveur. Comme on ne pouvait pas accrocher ces ex-voto sur les murs de la crypte, une chapelle de dévotion fut construite en annexe pour pouvoir les y entreposer. La chapelle votive voit le jour d'après les plans de l'architecte Lucien Parent. Aujourd'hui, les ex-voto reposent sur les murs de la chapelle et témoignent de la gratitude des fidèles face aux prières du frère André à Saint Joseph. Tous les ex-voto de la chapelle datent du temps où vivait le frère André, aucun d'entre eux n'a été accroché depuis sa mort.
La chapelle mesure 31,69 × 15,2 × 27,43 m et contient environ 10 000 bougies. Le chandelier central devant la statue de Saint Joseph contient quant à lui environ 3 500 bougies votives. La chapelle est également dénommée « la chapelle des ex-voto » en raison de près d'un millier d'ex-voto. qui y sont suspendus. Elle contient aussi huit bas-reliefs, conçus par le sculpteur Joseph Guardo en 1948, qui illustrent huit des attributs accordés à Saint Joseph.

### Orgue
Les grandes orgues de l’Oratoire furent installées en 1960 par un facteur allemand, Rudolf von Beckerath, à l'instigation du titulaire Raymond Daveluy. Construit à Hambourg (Allemagne) en 1958-1959, il est composé de 78 jeux répartis sur cinq claviers manuels, 118 rangs, 5 811 tuyaux répartis sur 5 claviers et pédalier mécaniques, ce qui en fait l’un des plus importants du genre au monde. Il incita à l’époque au renouveau de la facture d’orgue québécoise, notamment chez Casavant Frères, qui renoua avec la facture à traction mécanique de ses débuts au XIXe siècle. De nombreux concertistes ont joué sur cet instrument, comme Marie-Claire Alain, Jean Guillou, Lionel Rogg et Pierre Pincemaille.

### Le carillon

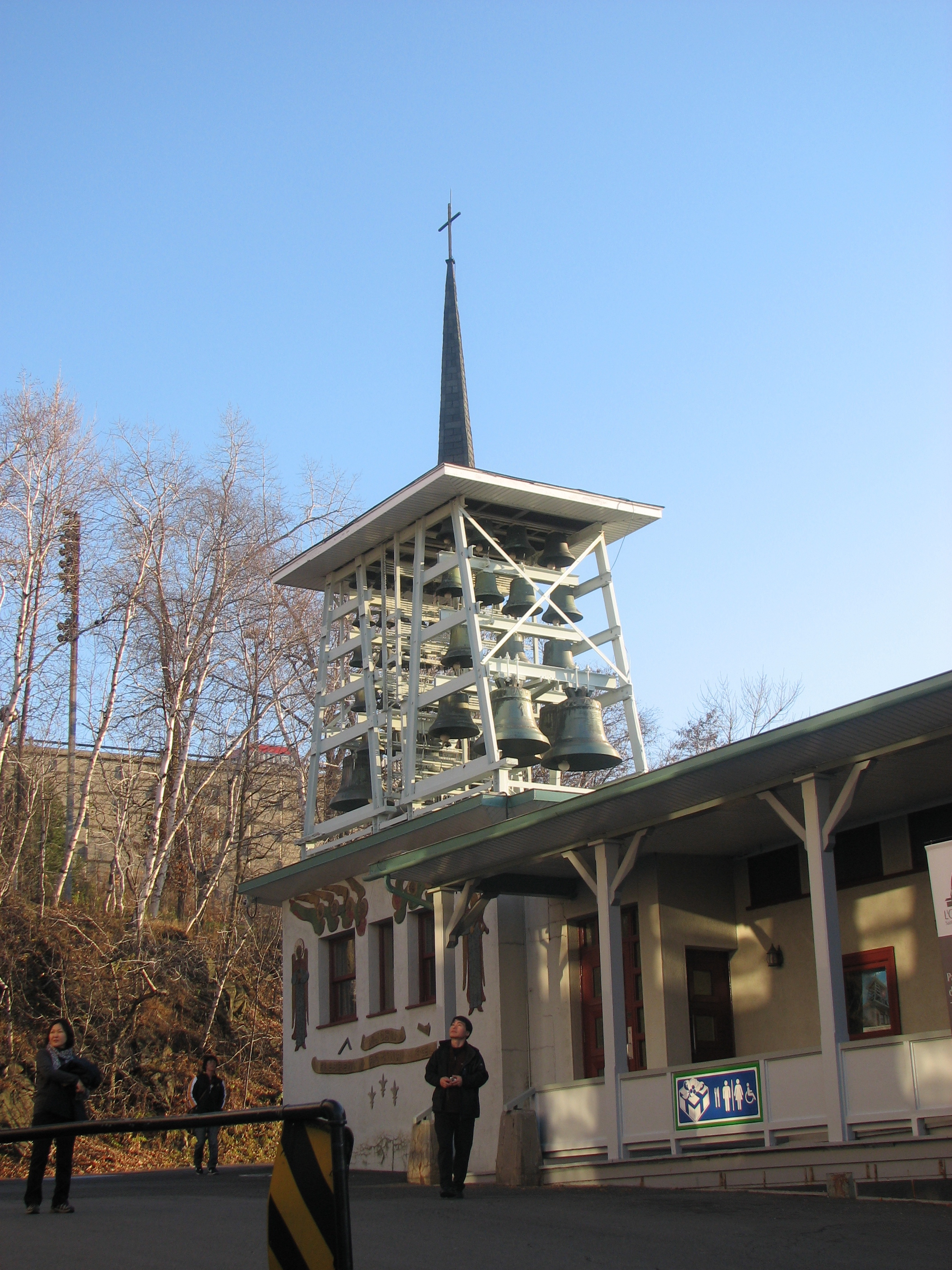
Carillon de l'oratoire Saint-Joseph.

Le carillon de l’oratoire Saint-Joseph compte 56 cloches de bronze et se classe parmi les plus grands carillons d’Amérique du Nord. Destiné à l’origine à la tour Eiffel de Paris, il a été fondu par la célèbre maison française Paccard et offert à l’Oratoire par de généreux donateurs en 1955.
L’instrument comprend quatre octaves et demie. Il s’étend du ré #3 au la #7 d’une façon entièrement chromatique. La plus grosse cloche pèse 1 500 kg et la plus petite environ 5 kg. L’ensemble du carillon donne un poids total de 10 900 kg.
Le carillon a été démantelé en septembre 2018, en raison de travaux majeurs prévus dans le cadre du projet d'aménagement annoncé le 6 juin 2016. En juin 2023, les cloches du carillon sont de retour après avoir été restaurées,.

## Visite du pape
Le 11 septembre 1984, le pape Jean-Paul II rendait visite à l'Oratoire lors de son passage à Montréal.

## Canonisation du frère André

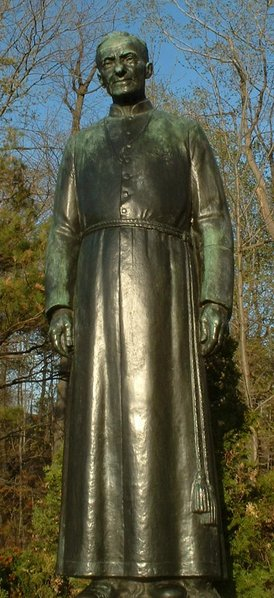
C'est André Bessette (aujourd'hui saint frère André) qui est à l'origine de la construction de l'Oratoire.

Depuis 1941, on a multiplié les démarches pour que le frère André, fortement associé à l’Oratoire Saint-Joseph, soit reconnu comme un saint homme. Dès le début des années 1960, un procès en béatification fut ouvert. Le Tribunal ecclésiastique chargé de la procédure, fit ouvrir le tombeau le 11 septembre 1963, afin de s'assurer de l'intégrité du corps. On trouva alors celui-ci en état de momification et intact. En 1978, le pape Paul VI le déclare vénérable. Le frère André fut ensuite béatifié le 23 mai 1982 par le pape Jean-Paul II, sous le nom de Bienheureux « Frère André Bessette ». Au fil des ans, 10 millions de personnes ont signé des pétitions pour sa canonisation. Mais il fallait  que l'Église catholique romaine puisse lui reconnaître un deuxième miracle.
En octobre 2009, ce deuxième miracle a officiellement été reconnu et attribué au Frère André par la Congrégation pour les causes des saints, de sorte que le bienheureux n'a maintenant plus qu'à attendre la décision du pape, sur l'avis de cette congrégation, pour pouvoir être canonisé. Le 19 décembre 2009, le pape Benoît XVI autorise la Congrégation à promulguer le décret concernant ce miracle attribué au frère André
Le 19 février 2010, le pape Benoît XVI annonce  lors d'un consistoire que le Frère André sera canonisé le 17 octobre 2010.
Effectivement, le 17 octobre 2009 au matin, heure de Rome, le pape Benoît XVI officialise la canonisation du frère André lors d'une cérémonie qui s'est déroulée sur la place Saint-Pierre devant 50 000 pèlerins, incluant plus de trois mille Québécois. Diverses personnalités religieuses et politiques de Montréal et du Québec étaient aussi présentes. Cinq autres religieux, provenant d'Italie, d'Espagne, de Pologne et d'Australie ont été canonisés à la même occasion.

## Travaux majeurs

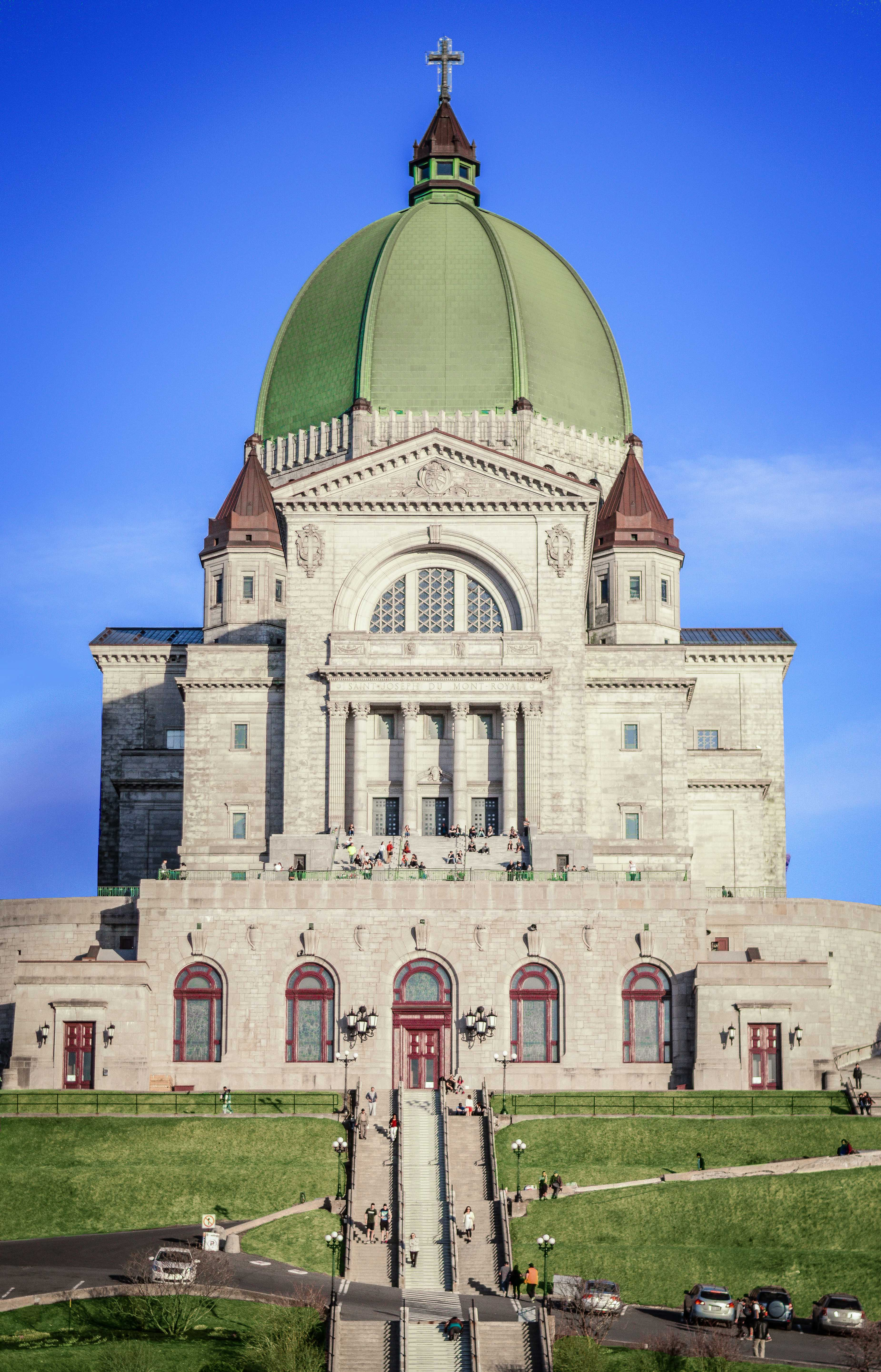
Oratoire Saint-Joseph du Mont-Royal.

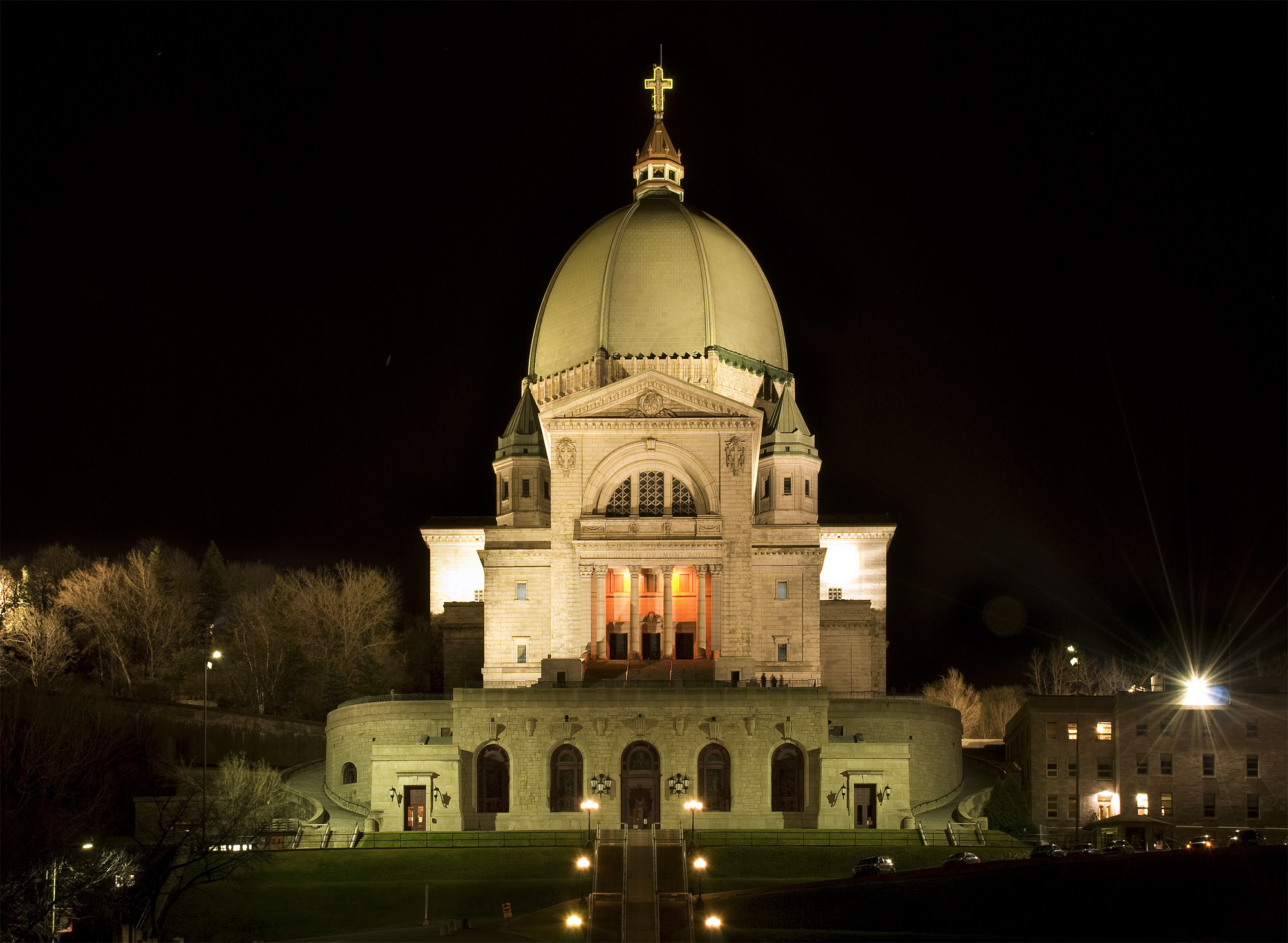
Oratoire Saint-Joseph du Mont-Royal.

L'oratoire Saint-Joseph annonçait en 2003 le début d'une série de travaux majeurs dans le cadre d'un projet important d’aménagement et de restauration du sanctuaire. Ces rénovations visent à améliorer la sécurité et l’accessibilité pour les visiteurs tout en préservant le patrimoine sacré, urbain et territorial. Les travaux réalisés jusqu'ici incluent la création d’une surface piétonne horizontale accessible aux personnes handicapées située au niveau de la crypte ainsi que l'installation d'escaliers mobiles et d'ascenseurs. L'aménagement paysager des lieux et de l'Axe sacré a été aussi fortement revu ainsi que les accès en auto et au stationnement
Un centre d’observation sera installé au sommet du dôme de la basilique de l’Oratoire. Il promet d’être le point d’observation le plus haut de Montréal, soit l’équivalent d’un édifice de 45 étages si on le considère à partir du chemin Queen-Mary ou de quelque 150 étages à partir du fleuve Saint-Laurent. Cependant, le projet prend du retard à cause de délais de financement ; rien n'est commencé en janvier 2013. La réalisation de ce centre d’observation se fera dans le cadre du projet d'aménagement estimé aujourd’hui à plus de 50 millions de dollars sur 10 ans, dont 15 millions de dollars pour le dôme.